# Mówią Wieki
Mówią Wieki – polski popularnonaukowy miesięcznik historyczny wydawany od 1958 w Warszawie. W styczniu 2010 ukazał się 600 numer.

## Organizacja
Funkcję redaktora naczelnego pisma sprawowali:
- Maria Bogucka (1958–1976)
- Bożena Krzywobłocka (1976–1977)
- Eugeniusz Duraczyński (1977–1990)
- Stefan Meller (1990–1994)
- Jerzy Kochanowski (1995)
- Jarosław Krawczyk (1995–2014)
- Michał Kopczyński (od 2014)

Z miesięcznikiem współpracowali m.in.: Tadeusz Manteuffel, Aleksander Gieysztor, Jerzy Holzer, Barbara Grochulska, Andrzej Garlicki, Ewa Wipszycka, Stefan Kieniewicz, Antoni Mączak, Andrzej Wyrobisz, Andrzej Zahorski, Benedykt Zientara, Janusz Tazbir, Henryk Samsonowicz, Bronisław Geremek, Karol Modzelewski.
W 2016 w Radzie Redakcyjnej Magazynu zasiadają: Andrzej Chwalba, Marcin Kula, Krzysztof Mikulski, Jacek Purchla, Andrzej Paczkowski, Henryk Samsonowicz, Jerzy Strzelczyk, Barbara Szacka, Wiesław Władyka.
W 2016 w skład zespołu redakcyjnego wchodzą: Tomasz Bohun, Błażej Brzostek, Andrzej Brzozowski (Telegraf Historyczny), Marcin Czajkowski, Celestyna Kalińska (sekretariat), Wojciech Kalwat (zastępca redaktora naczelnego, Szkolna Liga historyczna), Michał Kopczyński (redaktor naczelny), Bogusław Kubisz, Miłosz Niewierowicz (sekretarz redakcji), Piotr Szlanta, Ewa Wipszycka.
Prezesem Oficyny Wydawniczej „Mówią Wieki” Sp z o.o. jest Bogdan Borucki.

## Historia
Magazyn Historyczny „Mówią Wieki” powstał w 1958 na fali popaździernikowej odwilży. Przez pół wieku nieprzerwanego istnienia „Mówią Wieki” było jedną ze szkół polskiej historiografii. Pisali w nim historycy o liczących się nazwiskach w dyscyplinie historycznej; wielu z nich debiutowało na łamach czasopisma.
Pierwszym redaktorem naczelnym „Mówią Wieki” była prof. Maria Bogucka, później pismem kierowali m.in. Eugeniusz Duraczyński i Stefan Meller. W 1992, po wycofaniu się Naszej Księgarni z wydawania pisma, Stefan Meller założył spółkę Oficyna Wydawnicza „Mówią Wieki”, która podtrzymała istnienie Magazynu.
W 1998 współwydawania „Mówią Wieki” podjęło się PWN, a od grudnia 2000 – Bellona. Od lipca 2016 Bellona nie jest współwydawcą i jedynym wydawcą pisma jest Oficyna Wydawnicza „Mówią Wieki”.

## Działalność edukacyjna
Dzięki dotacji Komitetu Badań Naukowych miesięcznik trafia do 6000 szkół w całej Polsce. Od 1999 czasopismo organizuje konkurs dla młodzieży szkolnej „Szkolna Liga Historyczna” (pod patronatem m.in. Prezydenta RP i Marszałka Senatu RP). Od 2003 wydawany jest dodatek „Mówią wieki w szkole”, poświęcony problemom edukacji historycznej oraz historii we współczesnej szkole. Organizowany jest też szereg międzynarodowych warsztatów uczniowskich, podczas których młodzież z Polski konfrontuje swe umiejętności w zakresie historii alternatywnej z rówieśnikami z Ukrainy, Białorusi, Litwy i Rosji.

## Tematyka
Specjalnością „Mówią Wieki” są numery monograficzne poświęcone dziejom i kulturze innych narodów, historii miast polskich czy historii wojskowości. Wydano więc zeszyty opowiadające o historii Francji, Szwecji, Rosji, Ukrainy, Wielkiej Brytanii, Czech, Niemiec i RPA. Na łamach czasopisma zaprezentowano historię Torunia, Tarnowa, Bielska-Białej, Skierniewic, Krakowa, Radomia, Elbląga, a także regionu świętokrzyskiego. Dziejom wojen i wojskowości poświęcone były numery o zdobyciu Monte Cassino, kampanii 1812, powstaniu styczniowym, powstaniu warszawskim (w dwóch edycjach), wojnie polsko-bolszewickiej czy powstaniu w warszawskim getcie. Opracowano również numery specjalne poświęcone dwusetnej rocznicy powstania Księstwa Warszawskiego czy osiemdziesięcioleciu Polskiego Radia.
Oficyna Wydawnicza „Mówią Wieki” wydaje serię pamiętników wojennych, w której ukazały się m.in. Pamiętniki wojskowe 1812–1814 Józefa Grabowskiego, Pamiętniki gubernatora Kronsztadu Tomasza Parczewskiego i Siedem lat w Rosji i na Syberii Romana Dyboskiego. W przygotowaniu są dwa polskie pamiętniki z czasów I wojny światowej.
Oficyna współtworzyła również dodatki historyczne do wysokonakładowych pism. Wraz z „Dziennikiem Zachodnim” – „Tysiąclecie”, „Historia Śląska”, z „Gazetą Wyborczą” – „Banknoty polskie”, z „Rzeczpospolitą” – „Zwycięstwa oręża polskiego”, „Chwała oręża polskiego”, „Bitwy świata”, „Batalie i wodzowie wszech czasów”, „Odkrywcy i wynalazcy”, „Żydzi polscy” i „Władcy Polski”. Z wydawnictwem Hachette-Livre Polska publikuje zaadaptowaną dla polskiego czytelnika wersję „Ilustrowanej historii świata” oraz wydaje cykl „Władcy Polski” i „Wojsko Polskie”.